# Планета V
Планета V — це гіпотетична п'ята планета земної групи, яка можливо існувала між Марсом і поясом астероїдів. Пізнє важке бомбардування почалося після того, як збурення з боку інших планет земної групи спричинили перехід орбіти Планети V у пояс астероїдів.

## Гіпотеза
Згідно з гіпотезою Планети V, п’ять планет земної групи виникли в епоху формування планет. П'ята планета земної групи утворилася на орбіті з низьким ексцентриситетом між Марсом і поясом астероїдів з великою піввіссю між 1,8 і 1,9 а. о. Хоча ця орбіта довго існувала, вона була нестабільною в часовому масштабі 600 млн років. Зрештою збурення від інших внутрішніх планет вивели Планету V на орбіту з високим ексцентриситетом, і вона стала перетинати внутрішній пояс астероїдів. Через близькі зустрічі з Планетою V астероїди були розкидані на орбіти, що перетинають орбіту Марса й резонансні орбіти[які?]. Багато з цих астероїдів потім еволюціонували на орбіти, що перетинають орбіту Землю, тимчасово підвищуючи частоту зіткнень з Місяцем. Цей процес тривав доти, поки Планета V не була зруйнована, швидше за все, в результаті зіткнення з Сонцем після входу у віковий резонанс ν6.

## Альтернативна версія
Нещодавно[коли?] було запропоновано, що зіткнення Планети V з Марсом могло утворити басейн Бореаліс і пояснити пізнє важке бомбардування. Уламки від цього зіткнення мали інший розподіл розмірів, ніж пояс астероїдів, із меншою часткою великих тіл і призводили до меншої кількості гігантських ударних басейнів порівняно з кратерами.